# Nyanjas
Les Nyanjas sont une population d'Afrique australe, vivant dans le sud du Malawi, dans l'est de la Zambie, au Zimbabwe et dans le centre du Mozambique. Ils sont proches des Chewas.
Ce sont des descendants des Maravis du XVIe siècle.
Leur nombre est estimé à plus de 500 000. Ce sont principalement des agriculteurs (maïs, haricots, riz). La plupart sont catholiques.

## Langue
Leur langue est le chewa, une langue bantoue.